# 타이완 시도 제101호선
타이완 시도 제101호선(중국어: 市道101號)은 신베이시 싼즈구와 단수이구를 이어주는 타이완의 시도(市道)로, 총 연장은 17km이며, 1966년 최초로 개통되었다.

## 개요
- 기점 : 신베이시 싼즈구
- 종점 : 신베이시 단수이구

## 통과하는 지자체
- 신베이시
  - 싼즈구 - 단수이구

## 접속하는 도로
- 시도 제101호 갑선
- 타이완 성도 제2호선(중국어판)
- 타이완 성도 제2호 을선

## 지선
타이완 시도 제101호 갑선은 신베이시 싼즈구 싱화소학교 부근의 교차로에서 단수이진을 거쳐 타이베이시 베이터우구의 타이완 성도 제2호선과의 교차로까지 이어주는 총 연장 11km 짜리의 타이완의 현도로, 101번 현도의 지선이기도 하다.